# ファイナルファンタジーVII リメイク
『ファイナルファンタジーVII リメイク』（ファイナルファンタジーセブン リメイク、FINAL FANTASY VII REMAKE、略称: FFVIIリメイク、FF7リメイクなど）は、スクウェア・エニックスから2020年4月10日にPlayStation 4（PS4）で先行発売されたRPG。
1997年にPlayStationで発売された、ファイナルファンタジーシリーズのメインシリーズ7作目『ファイナルファンタジーVII』（FFVII。以下、原作）のフルリメイク作品であり、複数作に分けて展開していく（全3部作となる予定）。
リメイク1作目は原作『FFVII』の序盤であるミッドガル脱出までの内容に新要素を加えたものとなっている。これは原作『FFVII』における全体の10〜15%程度、プレイ時間に換算すると5～6時間程度の内容であるが、フルリメイクされた本作の想定プレイ時間は40～60時間程のボリュームとなっている。
2021年6月10日、PlayStation 5（PS5）向けに「PS5版本編」と「ユフィの新規エピソード」を含む『ファイナルファンタジーVII リメイク インターグレード』（ファイナルファンタジーセブン リメイク インターグレード、FINAL FANTASY VII REMAKE INTERGRADE）が発売され、後にPC向けにも発売された。
2024年2月29日発売の続編『ファイナルファンタジーVII リバース』（PS5）の正式発表にて、スクウェア・エニックスは本作の略称の一つである『FF7R』をリメイク3部作の総合略称として扱うと明言した。

## 概要
『FFVII』は原作のリリース以降も微改訂バージョンやスピンオフ作品が多数リリースされているが、本作は『FF』シリーズの他ナンバリング作品でリリースの事例がある「リマスター版」（本編のグラフィックを現世代機種レベルにアップグレードしたもの）とは異なり、ゲームデザインレベルから再構築したフルリメイク作品となる。シナリオにも手が入っているが、ユーザーの思い出を壊すことにはならないとディレクターを務める野村哲也は主張している。
ユーザーからのリメイクの要望は高く、スクウェア・エニックス社内でも何度かリメイクの話は出ていた。同社のタイトルの多くがPS4で出ることから、PS4普及の後押しになればと発売が決定した。また、開発者の年齢が上がってきていることも野村は理由に挙げている。
プレイ視点の変更
原作『FFVII』では、Playstationのスペックが低かったことから、基本的には背景は「3D制作された静止画」で止め絵となっていたが、フルリメイク版の本作では背中越しのTPS視点で、一部のシーンを除いて自由に視点変更できる形に変更されている。
戦闘システムの変更
敵との戦闘は原作と異なり、移動と攻撃と回避とガードを任意に行えるアクションを取り入れつつも、ATBが溜まった際には魔法やスキルなどを使用できるコマンドバトルになっている。なお、難易度クラシックでは、前作に近いコマンド方式で楽しむことも可能である。
ゲームの難易度
- CLASSIC[18] - アクションは自動で行われコマンド選択に集中。難易度はEASYと同じ。
- EASY - 敵がNORMALよりも弱体化。
- NORMAL[19] - 通常の難易度。
- HARD - クリア後に挑戦可能。ステータス、アイテムなどは2周目に引き継がれる。ただし、NORMALよりも敵が強くなっている上、回復アイテムなど戦闘を有利にする消費アイテムは戦闘時以外でも一切使用できず、ベンチでのMP回復もできない。そのため、基本的にMP回復はバトルでの自然回復のみとなり、MPを節約しながら進める必要がある。

### インターグレードでの追加要素
INTERmission 〈ユフィの新規エピソード〉
ユフィを主人公とした新規エピソード
表現力向上
ライティングや質感、背景などの表現力が向上
画面モード
二つから選択でき、60fpsによるスムーズな動作を重視した「パフォーマンスモード」、4K画質による高解像度を重視した「グラフィックモード」がある。
フォトモード
画角や色補正、露出補正を調整して画面を撮影する機能。
追加バトル
強力なボスキャラクターとの戦闘

## 沿革
- 2015年
  - 6月16日、北米のロサンゼルスで開催されたE3 2015にて発表。発表時にはスタンディングオベーションが沸き起こり、大きな反響があった[20]。
  - 12月5日、正式タイトルが『ファイナルファンタジーVII リメイク』に決定[21]（それまでは『ファイナルファンタジーVII（仮）』と呼ばれていた）。同時に複数作に分かれることが発表された[6]。
  - 12月6日、本作の発売決定を記念して、原作のPS4移植版がダウンロード専用ソフトとして配信開始。
- 2017年
  - 5月11日、スクウェア・エニックス・ホールディング3月期決算発表会において、今後3年程度を目途に順次発売するタイトルとして発表されたソフト群に本作が含まれていた[22]。
  - 5月27日、外部スタジオと共同開発する体制から、スクウェア・エニックス自身による内部開発へシフトすることを発表[23]。それまでに開発に関わっていた外部スタジオにはサイバーコネクトツーなどが含まれていた[2]。
- 2018年
  - 3月、さらなる品質向上のため新たな開発スタッフの募集を開始[24]。
  - 6月、既に初期の構想段階を脱していることを野村が明らかにした[25]。
- 2019年
  - 5月10日、約4年ぶりとなる新プロモーション映像が公開。同時に6月に詳細な情報を解禁することを発表[26]。
  - 6月9日（日本時間10日）、ロサンゼルスで開催されたコンサート「FFVII A Symphonic Reunion」の中で、2020年3月3日に全世界（中国本土除く）で発売することを発表[27]。この時点では具体的に全何部作となるかはまだ決まっておらず、プロデューサーの北瀬佳範は取材に対し「まだ我々にもわからない」旨をコメントしていた[28]。
  - 6月11日、日本での販売における商品展開、およびLPレコード2枚組のサウンドトラックの販売予定が発表された[29]。
  - 11月2日深夜（3日未明）、フジテレビ系列で放映された「FNS27時間テレビ」の中で、7分間に及ぶロングCMが放映。出演は、窪田正孝、森田望智、玉山鉄二[30]。
- 2020年
  - 1月14日、発売を4月10日に延期することを発表[1]。
  - 3月2日、体験版『FINAL FANTASY VII REMAKE DEMO』が配信開始[31]。
  - 4月10日、『ファイナルファンタジーVII リメイク』（1作目）発売[1]。
- 2021年
  - 2月26日、PS5移植版『ファイナルファンタジーVII リメイク インターグレード』を発表[32]。
  - 3月2日、PS4版が2021年3月度の「フリープレイ」の対象となり、期間中にPlayStation Plusに加入し購入手続き（無償）をする事によって追加料金なしでプレイ可能になった[33]。
  - 6月10日、『ファイナルファンタジーVII リメイク インターグレード』[32]発売（1作目のPS5版）
  - 12月16日、Epic Games Storeにて『ファイナルファンタジーVII リメイク インターグレード』が配信開始[34]。
  - 12月22日、3月度のPlayStation Plus会員向け「フリープレイ」となったPS4版をPS5版に無料アップグレード可能になった[35]。
- 2022年
  - 6月17日、Steamにて『ファイナルファンタジーVII リメイク インターグレード』が発売された[36]
  - 6月17日、2作目となる『ファイナルファンタジーVII リバース』（FINAL FANTASY VII REBIRTH）がPS5独占で来冬（2023年度冬季）に発売されると発表。また、これに加えもう1作用意され、全三部作で完結となることも併せて発表された[7]。
  - 7月19日、『ファイナルファンタジーVII リメイク』(PS4)と『ファイナルファンタジーVII リメイク インターグレード』(PS5)が2022年7月の｢ゲームカタログ｣に追加され、PlayStation Plus エクストラおよび同プレミアムに加入すればプレイ可能になった[37]。
- 2025年
  - 4月2日、同年6月5日に発売が予定された任天堂のゲーム機「Nintendo Switch 2」 向けに『ファイナルファンタジーVII リメイク インターグレード』が発売される事が発表された。[38]。
  - 6月9日、Xbox Games Showcaseにて、「ファイナルファンタジーVII リメイク インターグレード」がXbox Series X/S 、Xbox Cloud Gaming 、Windows on Microsoft Store(Xbox PC)向けに、発売されることが発表された。また、Nintendo Switch 2と合わせて今冬発売されることも発表された。[39]

- PlayStation独占期間について
  - PS4版発売から一年後となる2021年4月まではPlayStation独占タイトルとなっている[40]。
  - PS5版発売により先のPlayStation独占期間はPS5版発売から半年後となる同年12月まで延長となっている。

## 商品展開
公式サイト、PlayStation.Store、およびパッケージ版の裏面記載内容 に基づく。

### PlayStation 4版
2020年4月10日発売
| 商品名 | 種別                        | 説明                                                                                |
| --- | --------------------------- | ----------------------------------------------------------------------------------- |
| ファイナルファンタジーVII リメイク FINAL FANTASY VII REMAKE                                                       | パッケージ版 ダウンロード版 |                                                                                     |
| ファイナルファンタジーVII リメイク デジタルデラックスエディション FINAL FANTASY VII REMAKE DIGITAL DELUXE EDITION | ダウンロード版              | 本編と「デジタルアートブック」「デジタルミニサウンドトラック」のセット              |
| FINAL FANTASY VII REMAKE パッケージ+フィギュアセット                                                              | パッケージ版                | 本編とフィギュア「プレイアーツ改 クラウド・ストライフ＆ハーディ＝デイトナ」のセット |
| PlayStation 4 FINAL FANTASY VII REMAKE Pack                                                                       | パッケージ版                | PS4またはPS4 Pro本体にパッケージ版を同梱した数量限定セット                          |
| PlayStation 4 Pro FINAL FANTASY VII REMAKE Pack                                                                   | パッケージ版                | PS4またはPS4 Pro本体にパッケージ版を同梱した数量限定セット                          |

### PlayStation 5版
2021年6月10日発売
| 商品名 | 種別                           | 説明 |
| --- | ------------------------------ | --- |
| ファイナルファンタジーVII リメイク インターグレード FINAL FANTASY VII REMAKE INTERGRADE                           | パッケージ版 ダウンロード版    | 「PS5版本編」と「ユフィの新規エピソード」を含んだセット商品                                                                                  |
| ファイナルファンタジーVII リメイク デジタルデラックスエディション FINAL FANTASY VII REMAKE DIGITAL DELUXE EDITION | ダウンロード版                 | 上記「インターグレード」と「デジタルアートブック」「デジタルミニサウンドトラック」のセット                                                   |
| ファイナルファンタジーVII リメイク FINAL FANTASY VII REMAKE                                                       | PS4版購入者向け ダウンロード版 | 上記「インターグレード」に含まれる「PS5版本編」のPS4版購入者向けアップグレード販売                                                           |
| FF7R エピソード インターミッション（ユフィの新規エピソード） FF7R EPSODE INTERmission                             | PS4版購入者向け ダウンロード版 | 上記「インターグレード」に含まれる「ユフィの新規エピソード」のPS4版購入者向け単品販売（購入に際しては上記PS5版本編へのアップグレードが必要） |

### PC版
2021年12月16日発売
| 商品名                                                                                  | 種別                                                          | 説明 | 説明 |
| --------------------------------------------------------------------------------------- | ------------------------------------------------------------- | --- | ---- |
| ファイナルファンタジーVII リメイク インターグレード FINAL FANTASY VII REMAKE INTERGRADE | Epic Games Store：2021年12月16日から Steam：2022年6月17日から | 以下のコンテンツが含まれる。 - 『FINAL FANTASY VII REMAKE』ゲーム本編 - 追加エピソード：「FF7R EPISODE INTERmission」（ユフィの新規エピソード） - 武器：シュリケンダー - 防具：ミッドガルバングル - 防具：神羅バングル - 防具：コルネオの腕輪 - アクセサリ：スーパースターベルト - アクセサリ：魔晄の水晶 - アクセサリ：リレイズピアス - 召喚マテリア：カーバンクル - 召喚マテリア：コチョコボ - 召喚マテリア：サボテンダー |      |

### 特典・DLC

#### PlayStation 4版 店舗別早期購入特典
- Amazon.co.jp
  - PS4用ダイナミックテーマ[29]

- セブンネットショッピング
  - 1)野村哲也描き下ろしのミニアクリルスタンド
2)召喚マテリアDLC「コチョコボ」[29]

- スクウェア・エニックス e-STORE
  - 1)スチールブックケース
2)召喚マテリアDLC「サボテンダー」[29]

- PlayStation Store
  - 1)PS4用ダイナミックテーマ
2)召喚マテリアDLC「カーバンクル」[29]

#### PlayStation 4版 DLC
2020年8月5日から以下の防具とアクセサリが無料配信
- 防具3種（無料DLC）
  - 「ミッドガルバングル」
「神羅バングル」
「コルネオの腕輪」

- アクセサリ2種（無料DLC）
  - 「スーパースターベルト」
「魔晄の水晶」

#### PlayStation 5版 DLC
- 武器「シュリケンダー」（有料DLC）
サボテンダーをモチーフにしたユフィの武器。「ユフィの新規エピソード」で使用可能。

- 「FF7R アイテムパック」（無料DLC）
PS4版店舗別早期購入特典の3種の召喚マテリアと無料DLCをまとめたアイテムパック。以下が使用できる。
  - 1)召喚マテリア3種：「カーバンクル」「コチョコボ」「サボテンダー」
2)防具3種：「ミッドガルバングル」「神羅バングル」「コルネオの腕輪」
3)アクセサリ2種：「スーパースターベルト」「魔晄の水晶」

- アクセサリ「リレイズピアス」（景品、無料DLC）
ファミリーマートとレッドブルのコラボキャンペーン(2021年6月22日から7月16日まで)の景品。後の2021年12月22日から無料DLC。

### PS4版→PS5版のアップグレード
PS4版の所有者は2021年6月10日以降、100円（税込み）でPS5版にアップグレードできる。なおディスク版からのアップグレードにはディスクドライブ付きのPS5本体が必要。
このアップグレードにはユフィの新規エピソード(FF7R EPISODE INTERmission)が含まれておらず、DLCとして2,178円（税込み）で別途追加する形になる。
2021年3月度の「フリープレイ（PS4版）」が12月22日からPS5版に無償アップグレード出来るようになった。

## 登場人物

### 主要人物
原作における主要人物のうち、ヴィンセント・ヴァレンタインとシド・ハイウィンドの2人は本作に登場せず、次作である「リバース」で初登場となる。
クラウド・ストライフ (Cloud Strife)
声 - 櫻井孝宏、相澤幸優（14歳）
モーションアクター - 山﨑勝之
身長は175㎝、血液型はAB型。
本作の主人公。元ソルジャー・クラス1st。
時折、本来知るはずのない未来を幻視するときがある。
戦闘スタイルは剣による近接攻撃とカウンター。固有アビリティ「ブレイブモード」によって、連続攻撃とカウンター機能を持った防御を使えるスタイルにシフトできるが、移動速度が大幅に低下する。攻撃がやや大振りだが、総合的に強力な技を操る。
装備中の武器およびマテリアの色は操作モデルを使用したすべてのイベントシーンに反映され、他のキャラクターもこれに該当するが、一部あらかじめレンダリングされたイベントムービーも用意されており、その時は武器やマテリアの変更は反映されず、初期装備となっている。
アドリブでダンスをする羽目になった際は、切れのある動きを披露した。
バレット・ウォーレス (Barret Wallace)
声 - 小林正寛
身長は197㎝、血液型はO型。
反神羅組織アバランチの中でも過激派とされるアバランチ（分派）のリーダー。
武器は失った片腕に取り付けているギミックアーム（銃器もしくはハンマーなど）。唯一、装備した武器によって通常攻撃のアクションが全く変わる。習得するアビリティも銃なら遠距離攻撃と明確に分かれているが、銃であっても近接技の発動ができ、ハンマーであっても遠距離技を発動できる。どちらの場合も、固有アビリティ「ぶっぱなす」は強力だが再使用までインターバルが必要で、インターバル中に行おうとするとその時間を短くできる「リロード」へと変化する。なお、遠距離攻撃アビリティは使用するATBゲージの本数に比例して威力が上がるものがある。
ティファ・ロックハート (Tifa Lockhart)
声 - 伊藤歩、三本采香（8、13歳）
モーションアクター - 芝井美香
身長は169㎝、血液型はB型。
クラウドの同郷の友人（本人談）。アバランチ（分派）の会計係であり、その本拠地でもあるバー「セブンスヘブン」を経営している格闘家の女性。
武器はナックル。小回りの利く体術で機敏に立ち回れる。コンボを繋げるのも得意。アビリティ「秘技解放」により、通常攻撃や特定のアビリティを強化できる。
原作や『AC』に比べて胸が縮んだという指摘が日本国内外問わずSNSで多くあったが、野村哲也は公式に「ティファの腹筋を割るためによりアスリート感を増したキャラクターデザインにしたいと考えたところ、社内の倫理部から『（ティファのキャラクターデザインが）不自然に見えないように胸のサイズを制限（小さく）するべき』という指摘があり、胸を小さくした」と説明している。
エアリス・ゲインズブール (Aerith Gainsborough)
声 - 坂本真綾、田中千空（7歳）
モーションアクター - 吉川亜州香
身長は165㎝、血液型はO型。
伍番街スラムとプレートで生花を売る一見ごく普通の女性。薬草採取や医者の手伝いもしていることから怪我の応急手当ても得意。タークスに付け狙われている。
武器はロッド。今作では殴るのではなく魔法弾を飛ばすシューター。固有アビリティはチャージによって威力が増す強力な魔法弾。魔力とMPが高く、魔法を使うのに適している。HPは低いが、オート時でも無暗に接近するような真似はしないため、生存率が高い。
レッドXIII (Red XIII)
声 - 山口勝平
身長、血液型は不明。
人の言葉を操る獣で、尻尾の先が燃え盛っている。宝条の研究室に囚われていた。
1作目ではゲストキャラクターという扱いで戦闘には参加するが、操作はできないノンプレイヤーキャラクターである。初めからアビリティを所持しており、かつ自動で使用する。
ケット・シー (Cait Sith)
原作では巨大なモーグリのぬいぐるみに乗ったネコ。1作目では七番街支柱爆破を目の当たりにし、民間人が犠牲になったことに憤る、カメオ出演。なお、この時は原作とは異なり、モーグリのぬいぐるみには乗っておらず、自ら歩行している。
ユフィ・キサラギ (Yuffie Kisaragi)
声 - かかずゆみ
モーションアクター - 川渕かおり
身長は160㎝、血液型はA型。
インターグレード版で登場。本編では登場せず、新規エピソードで登場する。なお、劇中での容姿は原作準拠の服装の上から、モーグリを模ったフードとマントを身に付けている。
ウータイの特殊技能集団「シノビ」の一員ではあるが、「自称美少女忍者」や「自称マテリアハンター」と様々な肩書を名乗る。戦闘スタイルは巨大な手裏剣を得物とし、俊敏な動きとの組み合わせて敵を翻弄する。戦争に敗れて活気を失った故郷を憂えており、ウータイ暫定政府からの密命を胸にミッドガルへと潜入し、アバランチの本隊と手を組んで神羅カンパニーが開発したという「究極マテリア」を狙う。

### 神羅カンパニー

#### 幹部
プレジデント神羅 (President Shinra)
声 - 若山弦蔵
身長は170㎝、血液型はB型。。
神羅カンパニーワンマン社長。利益を上げるためには手段を選ばず、邪魔者は無関係の人間を巻き添えにしてでも排除する冷酷非道な性格。会社は実質、ワンマンスタイルで、ハイデッカーたち重役でも意見は通らない。
リメイクでもアバランチ排除を名目にスラム街に七番プレートを落下させて、上層の七番街と下層のスラム街を全滅させるという暴挙に及ぶ。そして、エアリスの協力を元にミッドガルを切り捨てて『約束の地』を発見し、新たな魔晄都市を目指す「ネオ・ミッドガル計画」を再開したが、神羅ビル屋上から転落しかけていたところをバレットに引き上げられ、彼に色々要求されながら逃げ惑うが、机に隠していた銃によって形勢を逆転。魔晄搾取を非難するバレットに対して「魔晄を求めているのは市民」と嘯き、更にバレッドが「神羅亡き後の、魔晄無き世界のビジョン」を持っていない事を突きつけ、「星のためと言って人々に苦労を強いるのは正義か」と切り返す。そのまま、バレットを殺そうとしたところ、現れたセフィロスに正宗で貫かれ殺害された。なお、バレットはこの反論に対しては明確に言葉を紡げなかった。
ルーファウス神羅 (Rufus Shinra)
声 - 大川透
身長は183㎝、血液型はAB型。
プレジデント神羅の息子で、副社長。
戦闘スタイルは2種の銃を使った機動戦闘。近接戦でも決して引けは取らず、無暗に切りかかると軽々と回避した挙句にカウンターを叩き込まれるなど、ソルジャー張りの戦闘力を発揮する。リロード中が隙だらけだが、その時間はさほど長くはない。なお、エネミーレポート曰く、この性能をして「護身術」とのこと。
リーブ・トゥエスティ (Reeve Tuesti)
声 - 銀河万丈
身長は181㎝、血液型はA型。
都市開発部門統括。誠実実直な人柄で部門の部下からの人望はかなり厚い。だが、ハイデッカーはじめ非人道的な手段を辞さない者達がほとんどを占めている神羅重役達の中では人道を重視するリーブの姿勢は逆に浮いており、プレジデントをはじめハイデッカー達からは煙たがられている節がある。そのため、神羅カンパニーの破壊活動に対しては常に反対してきたが、プレジデントの一声で握り潰されてきた。既にミッドガルより新たな魔晄都市を建設する「ネオ・ミッドガル計画」を見据えているために、進言した七番プレート再建計画は却下されている。
ハイデッカー (Heidegger)
声 - 長克巳
身長は190㎝、血液型はO型。
治安維持部門統括。神羅カンパニーの軍事を統括するプレジデントの片腕。部下を使い捨ての捨て駒程度にしか見ておらず、気に入らない報告があるとクビをちらつかせたりと原作から比べてパワハラ発言が目立つ。その性格故に人望はほとんどないが、プレジデントからはそれなりに信用されている模様。
アバランチの魔晄炉爆破活動を逆手に取り、敢えて被害を拡大させた上で、敵国ウータイと共謀していると煽動し神羅有利の世論を作り出し、自らテレビ出演してアバランチに対する非難声明を行うなど精力的に活動。また、全員が真に受けなかったパルマーの「セフィロスを見た」との報告を会議前にプレジデントへ伝えている場面もあり、原作よりも情報戦に長けている。
スカーレット (Scarlet)
声 - 勝生真沙子
身長は169㎝、血液型はO型。
兵器開発部門総括。神羅カンパニーの主力事業である兵器開発部門の責任者。兵器開発を主な業務とし、爆破事件ではかなりキツめだがマスコミの対応も行う。本社ではマテリア開発にも力を入れており、マテリア開発中のラボで研究を見ていた。
非常に気位が高く、周囲に対して高圧的な態度を振りまく。また、マテリア研究ラボでは、座っていた際に脚置きがわりに一般兵を使っており、女王様のように振る舞う。完全に下僕と化した兵が1人いる。
パルマー (Palmer)
声 - 龍田直樹
身長は160㎝、血液型はO型。
宇宙開発部門統括。魔晄の発見に伴い、宇宙開発部門は神羅の斜陽産業とされているため、彼自身には全く発言権がない。
社内にセフィロスが現れたことを報告するも、重役は誰も信じなかった。
宝条 (Professor Hojo)
声 - 千葉繁
身長は167㎝、血液型はO型。
科学部門統括。マッドサイエンティストでプレジデントに信頼を寄せられている。会議終了直後にバレットに人質として捕らわれるが、実験サンプルの中から「サンプル:0512」を解き放つのと同時に危機を脱した。神羅ビルの科学棟フロアを捜索するクラウド達に神羅の兵器やモンスターを使って戦闘データを採取し、後にモニターに映ったセフィロスを見て微笑みを浮かべた。

#### ソルジャー
セフィロス (Sephiroth)
声 - 森川智之
身長は195㎝、血液型はAB型。
かつて英雄と言われたソルジャー。
ローチェ (Roche)
声 - 三宅健太
新キャラクターで、異端のソルジャー3rd。通称、スピードジャンキー。バイクを乗り回すというより、振り回すという方が適切なドライビングを見せる。
自分の欲望に忠実で、平然と仲間を蹴散らすため、彼の出動を知るや速やかに兵士は距離を取ったりしている。
ザックス・フェア (Zack Fair)
声 - 鈴村健一
身長は185㎝、血液型はO型。
直接エピソードに関与はしないものの、終盤のイベントにおいてはこの作品のありようを示す重要な存在。
カンセル (Kunsel)
『CCFFVII』の登場人物。
直接登場は無いものの、クラウドの同期の神羅兵から存在が明かされており、現在も神羅で活動している模様。
ヴァイス (Weiss)
声 - 中田譲治
『DCFFVII』の登場人物。インターグレード版で登場。
DG（ディープグラウンド）ソルジャーの1人にして、神羅の極秘地下実験施設「ディープグラウンド」の頂点に立つ「純白の帝王」。優れたカリスマ性を持つ一方、あまりに強大過ぎる戦闘力を有するがために、実験の時以外は最深部の玉座に拘束されるという非人道的な管理下に置かれているが、静かに反逆の機会をうかがっている。
ネロ (Nero)
声 - 置鮎龍太郎
『DCFFVII』の登場人物。インターグレード版で登場。本編では登場せず、新規エピソードで登場する。
DGソルジャーの中でもエリートの集まりである「ツヴィエート」の1人。特殊な実験によって生み出された、闇の力の使い手にして、「漆黒の闇ネロ」の異名を持つ。また、「純白の帝王」ことヴァイスの弟であり、兄を崇拝している。

#### 特殊工作部隊タークス
ツォン (Tseng)
声 - 諏訪部順一
身長は183㎝、血液型はO型。
タークス主任。
レノ (Reno)
声 - 藤原啓治
身長は179㎝、血液型はAB型。
タークスのメンバー。語尾に「～だぞ、と」をつける癖がある。武器は電磁ロッド。
ルード (Rude)
声 - 楠大典
身長は189㎝、血液型はB型。
タークスのメンバー。レノの相棒。格闘戦に長けている。

#### 社員・関係者
チャドリー (Chadley)
声 - 梅田修一朗
科学部門所属の研修生で、本作の新キャラクター。アバランチではないが、神羅を倒そうと密かに狙っており、彼からの依頼「バトルレポート」をこなしていくことで、彼からしか購入出来ないマテリアなどを購入出来るようになる。また、レポートをクリアしていくことで、従来なら自然生成されたマテリアでしか入手手段の無かった召喚マテリアを合成するという画期的な発明をやってのけ、その産物である合成された召喚マテリアを購入することが出来る。
その正体は、宝条の研究をサポートするために創られたサイボーグで、宝条に逆らえないようにプログラムされていたが、クラウドの心に触れ、気持ちを改める。
ドミノ (Mayor Domino)
声 - 清川元夢
ミッドガルの市長。裏ではアバランチと内通している。神羅ビルに侵入したクラウド達を、モニター画面をハッキングし内部に漏れないよう細工を施し助け出した。原作のように合言葉を推理させることは無く、逆に内通者への合言葉をクラウド達に伝える。
ハット (Deputy Mayor Hart)
声 - 村治学
ドミノの助役。
神羅課長 (Shinra Middle Manager)
声 - 花輪英司
課長。一人称は「あたし」。神羅の鉄道で遭遇する一般人。
原作ではバレットに凄まれて縮こまるだけだったのに対し、今作でもアバランチを非難してバレットに凄まれるが、怯みつつもなおスタイルを曲げようとはしなかった肝の太い人物となっている。
デマン (Damon)
神羅系列の新聞である「活力新聞」の記者で、怪盗スラムエンジェルについて探っている。

### アバランチ

#### 本家アバランチ
「アバランチ」の名を冠する反神羅組織としては最大の勢力。魔晄炉爆破という過激な方法を選んだバレットの分派とは異なり、一般市民の生活を守りつつも、星命学の思想に則ってミッドガルを神羅の手から解放しようとしており、そのためにウータイ暫定政府と関係を築くべく「究極マテリア」の奪取作戦に協力する。
ただ、バレットの分派を過激すぎると切り捨てておきながら、ジェシーの発案でクラウドたちが神羅の施設に潜入するのと時を同じくして武装した構成員たちが施設を襲撃しており、神羅側の部隊と正面から戦うだけの戦力を有していることから、バレットの分派と比べてどちらが過激派と呼べるのか不透明な面を有する。また、バレットの分派の面々が武器や装備については個々人毎に自由であるのに対して、襲撃時の構成員たちは茶色の戦闘服に黒のヘルメットとガスマスクを身に付け、1人がガトリング式機関銃を、それ以外はサブマシンガンを手にしており、正規軍の歩兵部隊然とした戦術で戦っていた。なおこの時、クラウドたちに「武器を下ろせ。敵じゃない」と言ったり、窮地に陥っていたウェッジを助けたり介抱していることから、分派に対しても仲間意識はある模様。
なお、本家アバランチの抱える理念や思想についてソノンはユフィに、「神羅を倒した後の世の中の在り方といったものを見据えており、神羅に敗れて停戦を結ばされた現状を打開すべく神羅に一泡吹かせようと考えている我々ウータイとは、まるで違っている」と語っており、また、ナヨが自分たちと本家が手を組むことの有益性を説明したのに対しては、「本家アバランチの本音は、我々が分派と手を組む危険性を消すために、先んじて手を組んだのでは？」と追及しており、ナヨは即座に「その件についてはここまで」と強引に打ち切っている。
バレットの分派が七番街スラムを拠点にしているのと同様に、ナヨ達の拠点も七番街スラムの中にあり、表向きは診療所を装った建物である（出入り口の横の壁に「Sector 7 Clinic」と書かれている）。この拠点はアバランチ殲滅を目論む神羅側によって突き止められて強行突入されるも、その時点でナヨ達は脱出していて無事であり、ユフィとソノンが新羅の本社ビルへと潜入を図るのと時を同じくして別行動をとることとなった。
ナヨ (Nayo)
声 - 藤田茜
インターグレード版で登場。本編では登場せず、新規エピソードで登場する。
本家アバランチのメンバーである、スラム生まれの女性。七番街スラムに潜伏して分派の動向を監視する一方、ウータイ暫定政府の要請を受けてユフィたちの作戦に協力することとなり、偽造IDを用意する。
ビリー・ボー (Billy Bob)
声 - 星野健一
インターグレード版で登場。本編では登場せず、新規エピソードで登場する。
本家アバランチのメンバーである、スラム生まれの男性。七番街スラムに潜伏中のメンバーの中では最も経験豊富ながら、それを偉ぶることは無く、むしろ性格は呑気で緩め。酒に強くてそう簡単に酔い潰れないのが強みで、これを利用して酒場で情報収集を行っている。
ポルコ (Polk)
声 - 相楽信頼
インターグレード版で登場。本編では登場せず、新規エピソードで登場する。
本家アバランチのメンバーである、スラム生まれの男性。七番街スラムに潜伏中のメンバーの中では最年少の、純朴な青年でナヨやビリーにとっては弟の様な存在。現在のお気に入りは流行中のゲーム『コンドルフォート』。

#### バレットの分派
バレット率いる反神羅組織。七番街スラムを拠点にしている彼らは分派であり、彼らとは別の本家が存在している。これはバレットの思想が破壊や犠牲を厭わない過激な思想だったために、本家から切られ分派としている。
ビッグス (Biggs)
声 - 阪口周平
バレット率いるアバランチ(分派)メンバーの1人で、赤いバンダナが特長。戦闘ではハンドガンを武器に戦う。また、作戦のために潜入工作などもこなす。ウェッジとは比較的行動を共にすることが多い。
ウェッジ (Wedge)
声 - 淺井孝行
バレット率いるアバランチ(分派)メンバーの1人。背中に背負うグレネードガンを武器に戦う。大食漢で肥満体型、少々気弱な性格なせいもあり、たまにやるドジやおっちょこちょいを気にしている。そのため、みんなの役に立っていないかと常に気にしている。
ジェシー・ラズベリー (Jessie Rasberry)
声 - 森谷里美
バレット率いるアバランチ(分派)メンバーの1人。戦闘ではサブマシンガンのような小型銃を武器に戦う。電子機器にも精通しており、施設のセキュリティの解除にも活躍する。今作では役者志望であることや両親（声 - さとうあい〈母〉）がプレート上部の実家で暮らしている背景が描写されている。

### ウータイ
かつて神羅との戦争に敗れ、停戦を結んでいる状態の国。しかしながらこのような現状を快く思ってはいないようで、ビッグスがクラウドに語ったところによると、「噂だが、アバランチの本家と手を組んで、ミッドガル中のマテリアを根こそぎ奪おうとしている」とのこと。
インターグレード版の新規エピソードにおいて、国家運営自体は「ウータイ暫定政府」が担っていることが判明し、なおかつクラウド達の活動と時を同じくして動いていたユフィとソノンの活躍が描かれる。
ソノン・クサカベ (Sonon Kusakabe)
声 - 細谷佳正
インターグレード版で登場。本編では登場せず、新規エピソードで登場する。
ウータイ出身の戦士にして、ユフィの父ゴドーの弟子であり、剣術や棒術を学んだ。若くして参加した戦争によって神羅への憎しみを募らせる。
戦争に敗れて停戦状態の現在ではかつての師の娘にして「年下の先輩」でもあるユフィとコンビを組んで、ミッドガルへと潜入するが、その真面目な性格から暴走しがちな「ユフィ先輩」をフォローする。
ジージェ (Zhijie)
声 - 五十嵐明
インターグレード版で登場。本編では登場せず、新規エピソードで登場する。
ミッドガル在住のウータイ人で、ウータイ暫定政府と本家アバランチの連絡係を務める。人並み以上に回る口と逃げ足の持ち主で、七番街スラムへやって来たユフィを案内する。
メルフィ・クサカベ (Melphie Kusakabe)
ソノンの妹。インターグレード版で登場。本編では登場せず、新規エピソードで登場する。
ゴドー・キサラギ
ユフィの父親で、ソノンとメルフィのクサカベ兄妹の共通の師。本編では登場せず、新規エピソードでユフィとソノンの会話で言及されている。
ソノンからは師という事で今も敬愛されているが、ユフィは詳細な理由は不明ながら彼を嫌っている。また、ソノンはユフィよりも早くミッドガルへ到着していたため、ユフィに比べて彼やウータイ本国の現状を知らなかったが、現状を尋ねたソノンにユフィは「暫定政府に拘束されて、今は獄中」と語っており、さながら「神羅との戦争を主導して、国を敗北させて神羅に有利な停戦へと至らせた旧政権の高官が、新政権から戦犯として裁かれて権力を失う」という権力の逆転劇の当事者という有様である。
かめおじさん
ウータイの居酒屋「かめ道楽」のミッドガル支店の従業員で、宣伝係。インターグレード版で登場。本編では登場せず、新規エピソードで登場する。その名の通り、亀の甲羅を模った装いをしている。ユフィに対し、かめ道楽ミッドガル支店のチラシを集めた者へのキャンペーンを説明する。

### ミッドガルの住人

#### 七番街スラムの住人
マリン・ウォーレス (Marlene Wallace)
声 - 梅崎音羽
バレットの娘。今作では原作では直接は描写されなかったエアリスとの一時の交流が描かれる。その一方で、原作で多少見られたクラウドとの絡みはほぼ無くなっている。
ジョニー (Johnny)
声 - 加瀬康之
スラム出身の若者。口が軽いお調子者。ティファに入れ込んでいる。原作ではストーリーには直接絡んでは来なかったが、今作では単独の出番が追加された。
彼にまつわるイベントをこなすとクラウドを兄貴と呼び、ティファを任せてくれるほど信頼するようになる。
マーレ (Marle)
声 - 宮寺智子
七番街スラムのアパート「天望荘」の大家。アバランチの協力者。201号室の住人であるティファの頼みを聞いて、空き部屋の202号室をクラウドの住処として提供した。
彼女はクラウドにティファについて「孫同然」と思い入れがあることを語っている。
ワイマー (Wymer)
声 - 手塚秀彰
自警団の古参で、依頼をまとめている男。
ナルジン (Narjin)
声 - 永田昌康
自警団の一員。タラガ廃工場の見張りを担当。
グエン (Gwen)
声 - 神田みか
自警団の一員。
カイティ (Katie)
声 - 田辺留依
モンスター討伐数をカウントしている女性。
ベティー (Betty)
声 - 鎌田英怜奈
猫好きな少女。マリンの友達。
ジョニーの父親 (Johnny's father)
ジョニーの父親。息子を追ってウォール・マーケットにも姿を現す。
マルカート / マルコ (Marcato / Marco)
天望荘の203号室の住人である、ところどころ破れた黒いローブを身に付けた、左腕に「49」の入れ墨がある男。何かしらの病を抱えているのか、うめき声を発するなど尋常な状態ではなく、ティファによると時々様子を見るようマーレから頼まれたとのこと。

#### 伍番街スラムの住人
エルミナ・ゲインズブール (Elmina Gainsborough)
声 - 高島雅羅
エアリスの養母。エアリスを生き甲斐としていることが原作以上に描写され、クラウド達がエアリスを救出しに行こうとした際には彼女の身を案じ、事を荒立てないようにと懇願する一幕もあった。
キリエ・カナン (Kyrie Canaan)
声 - 上坂すみれ
伍番街スラムに住むスリの少女。ミレイユの孫。
元は小説『ファイナルファンタジーVII外伝　タークス～ザ・キッズ・アー・オールライト～』の登場人物である。
ミレイユ・ダドリー (Mireille Dudley)
声 - 真山亜子
ファンキーな格好した老婆。怪盗スラムエンジェルについて詳しい。
ムギ / オーツ (Mugi / Oates)
声 - 中村文徳
伍番街スラムに住む子供たちの中心的存在で、建物の上に登るのが好きな少年。エアリスの知り合い。
フォリア先生 (Ms.Folia)
声 - 行成とあ
表向きは孤児院リーフハウスの先生で教師然とした態度を取っているが、実は子供の頃よりダンサーになるのが夢で夜は蜜蜂の館でハニーガールをしている。
園長先生 (Housemother)
孤児院リーフハウスの女性。
サラ (Sarah)
声 - 望田ひまり
クラッシュボックスの受付をしている少女。
モグヤ / モギー (Moguya / Moggie)
声 - 山崎智史
モーグリのお店の店主で、モーグリの格好をした少年。有名なおとぎ話「モーグリ・モグの物語」のお店をやっていた森の妖精モーグリのモグに憧れてお店を開いている。

#### ウォール・マーケット（六番街スラムの住人）
ドン・コルネオ (Don Corneo)
声 - 多田野曜平
六番街ウォール・マーケットを取り仕切る顔役で異常な好色家。口ぐせは「ほひ〜」。好みの女性を部下に拐わせては一夜を共にする女性を「嫁探し」と称し、3人の推薦役から推薦(拉致も含む)された女性を献上させている。潜入したクラウド達に脅された末に七番街支柱爆破計画を漏らすが、飼っている魔物「アプス」のいる地下下水道にクラウド達を落として逃走した。しかし、爆破計画をしゃべったために神羅に裏切り者と見なされてタークスに目を付けられる。
その後、レズリーの誘導によってクラウドたちに発見されるが、アプスをけしかけて逃走し、行方をくらます。愚鈍そうな見た目に反し、レズリーに銃を向けられた際には逆に返り討ちにして銃を奪い取る護身術を見せる。
ソッチ (Scotch)
声 - 北村謙次
ウォール・マーケットを仕切るドン・コルネオの部下で、地下闘技場の司会をしている中国系の服を着たサングラスの男。
コッチ (Kotch)
声 - 木村昴
ウォール・マーケットを仕切るドン・コルネオの部下で、地下闘技場の司会をしているノースリーブのダウンジャケットを着たサングラスの男。プレート落下後は原作同様、コルネオ邸の地下に拘束されている。
レズリー・カイル (Leslie Kyle)
声 - 畠中祐
ウォール・マーケットを仕切るドン・コルネオの側近。善良な性格の持ち主で、コルネオに接近しようとするクラウドたちを暗に止めようとしてくる。彼の恋人が花嫁候補に選ばれたあと姿を消したことへの復讐のため、コルネオに近づく。
元は小説『ファイナルファンタジーVII外伝　タークス～ザ・キッズ・アー・オールライト～』の登場人物である。
マダム・マム (Madam M)
声 - 小松由佳
ウォール・マーケットにある手揉み屋の女将で、花魁の格好をした美しい女性。コルネオの嫁探しの推薦人の1人。気性が粗く、クラウド達を客でないとわかったとたんに豹変して怒鳴り散らした。手揉みの腕前はクラウドも心を奪われてしまうほど。
サムと深い関係にあったことがあるが、本人的には忘れたい過去の様子。
チョコボ・サム (Chocobo Sam)
声 - 菅原正志
ウォール・マーケットにあるチョコボ小屋のオーナー。ウエスタン風の衣装を着た中年の男性。スラムの交通手段のチョコボ車(ぐるま)を取り仕切る人物で、彼も嫁探しの推薦人の1人。コルネオに推薦する条件としてコイントス勝負をクラウドにしかける。
アニヤン・クーニャン / アンドレア・ロディア (Aniyan Kunyan / Andrea Rhodea)
声 - 杉田智和
ウォール・マーケットにある蜜蜂の館のオーナーで、自身も館のNo.1の超人気ダンサー。彼もまたコルネオの推薦人の1人。「本当の美しさは心持ち次第」「美しさに男も女もない」が信条。コルネオ・コロッセオでクラウドの"素質"を見出だしてクラウドの女装イベントでクラウドを変身させた人物。原作におけるムッキーに相当し、後にコスタ・デル・ソルで再登場する点も同様。
ベグ / ベック (Begu / Beck)
声 - 高木渉
ベグ盗賊団のリーダー。手斧が武器。
バド / バーク (Bado / Burke)
声 - 勝杏里
ベグ盗賊団の一員。釘バットが武器。
ブッチョ / ブッチ (Buccho / Butch)
声 - 小林親弘
ベグ盗賊団の一員。シミターが武器。
ジーナン / ジュレス (Jinan / Jules)
声 - 武内駿輔
ウォール・マーケットにあるジム「ダンダンダン」（原作で「男男男」と書かれていたジム）のトレーナー。ミニゲームのスクワット対決および懸垂対決の上級編で対決する。原作の同ジムに登場した女装の「アニキ」と同じ髪型をしている。
サン・トー / ジェイ (San Tou / Jay)
声 - 佐野康之
ウォール・マーケットにあるジム「ダンダンダン」の男。
ゼン・ワン / ローニー (Zen Wan / Ronnie)
声 - 田尻浩章
ウォール・マーケットにあるジム「ダンダンダン」の男。
猛獣使い (Beastmaster)
コルネオ・コロッセオの出場者。2匹のブラッドテイストを率いる。
アキラ (Akila)
声 - 最上川司
カラオケ歌手。「ミッドガル・ブルース」を歌う。

#### それ以外の人々
ジェシーの母親 (Jessie's mother)
声 - さとうあい
ジェシーの母親。夫と七番街市街地で暮らしている。ジェシーのことをゴールドソーサーで女優を続けていると思っている。
ローワン・ラズベリー (Rowan Rasberry)
ジェシーの父親。元は魔晄炉の整備担当だったが、現在は魔晄中毒により自宅で寝たきりの状態となっている。このため、実質的には神羅の社員として働いてはいないが、記録上は今も社員であり、社員用のIDも有効である。
グリン / チョコ・ビル (Grin / Choco Bill)
声 - 羽佐間道夫
チョコボファームを経営する老人。インターグレード版で登場。本編では登場せず、新規エピソードで登場する。

### その他
クラウディア・ストライフ (Claudia Strife)
声 - 日髙のり子
クラウドの母親。回想でのみ登場。名前は今作で判明した。
ブライアン・ロックハート (Brian Lockhart)
声 - 落合弘治（FF VII R2）
ティファの父親。回想でのみ登場。名前は今作で判明した。
イファルナ (Ifalna)
声 - 清水理沙（FF VII R2）
エアリスの実母で、最後の純血古代種。故人。今作では神羅に囚われていた頃の話をエアリスから僅かながら聞ける。
フィーラー (Whispers)
時折宙に現れるローブのような姿をした何か。「本来あるべき運命（オリジナル版の展開と結末）」から外れつつある世界を元に戻そうとする存在。
クラウド達を邪魔しているようにも見える一方で、一部のシーンでは助けようとしているようにも見えるなど、その正体や目的は不明となっている。

## 主要スタッフ
- プロデューサー - 北瀬佳範
- ディレクター、キャラクターデザイン - 野村哲也
- キャラクターデザイン - ロベルト・フェラーリ
- シナリオ - 野島一成
- 原作音楽、メインテーマ - 植松伸夫
- 音楽 - 浜渦正志、鈴木光人
- グラフィックス&VFXディレクター - 高井慎太郎
- バトル・ディレクター - Teruki Endo
- キャラクター・モデリング・ディレクター - 風野正昭
- アニメーション・ディレクター - 相馬文志
- サウンド・ディレクター - Masato Ise
- ムービー・ディレクター - 生守一行
- プロジェクト・マネージャー - 上田信之
- ロゴ・イラストレーション - 天野喜孝

## 関連商品

### 書籍
- ファイナルファンタジーVII リメイク アルティマニア[44]
- ファイナルファンタジーVII リメイク ワールドプレビュー[45]
- FINAL FANTASY VII REMAKE Post Card Book[46]

### CD
| 発売日         | タイトル                                                              | 規格品番                      | レーベル    | 備考                                                                                   | 最高位 |
| -------------- | --------------------------------------------------------------------- | ----------------------------- | ----------- | -------------------------------------------------------------------------------------- | ------ |
| 2020年05月27日 | FINAL FANTASY VII REMAKE Original Soundtrack                          | SQEX-10776 （通常版）         | SQUARE ENIX | 本作のオリジナル・サウンドトラック。初回生産限定盤にはボーナストラックディスクが付属。 | 2位    |
| 2020年05月27日 | FINAL FANTASY VII REMAKE Original Soundtrack ～Special edit version～ | SQEX-10768 （初回生産限定盤） | SQUARE ENIX | 本作のオリジナル・サウンドトラック。初回生産限定盤にはボーナストラックディスクが付属。 | 2位    |
| 2020年10月7日  | FINAL FANTASY VII REMAKE Orchestral Arrangement Album                 | SQEX-10806                    | SQUARE ENIX | 本作のオーケストラアレンジアルバム。                                                   | 40位   |
| 2020年11月25日 | FINAL FANTASY VII REMAKE ACOUSTIC ARRANGEMENTS                        | SQEX-10804                    | SQUARE ENIX | アコースティックアレンジCD。                                                           | 116位  |
| 2020年12月23日 | FINAL FANTASY VII REMAKE Original Soundtrack Plus                     | SQEX-10824                    | SQUARE ENIX | 上記のオリジナル・サウンドトラックに未収録だったゲーム内BGMを収録。                    | 73位   |

### フィギュア
- PLAY ARTS改 クラウド・ストライフ[53]
- PLAY ARTS改 バレット・ウォーレス[53]
- PLAY ARTS改 クラウド・ストライフ Version 2[54]
- PLAY ARTS改 バレット・ウォーレス Version 2[54]
- PLAY ARTS改 ティファ・ロックハート[54]
- PLAY ARTS改 エアリス・ゲインズブール[54]
- PLAY ARTS改 セフィロス[55]
- PLAY ARTS改 レノ[55]
- PLAY ARTS改 ルード[55]
- ファイナルファンタジー VII REMAKE トレーディングアーツ[56]
  - クラウド
  - バレット
  - ティファ
  - エアリス
  - セフィロス
- FF7REMAKE 発売記念くじ[57]
  - A賞 クラウド フィギュア
  - B賞 エアリス フィギュア
  - C賞 モーグリ ぬいぐるみ
  - D賞 ピンバッジ（5種類）
  - E賞 ロックグラス（5種類）
  - F賞 フェイスタオル（5種類）
  - G賞 ミニフィギュア（8種類）
  - エンド賞 セフィロス フィギュア

## コラボレーション
『SKYTREE in MIDGAR FINAL FANTASY VII REMAKE』（スカイツリー イン ミッドガル ファイナルファンタジー7 リメイク）
2020年2月6日から8月31日まで、地上450メートルの東京スカイツリー天望回廊に本作の世界観を楽しめる館内装飾を実施した。
どん兵衛
2024年2月28日からCMコラボとして、セフィロスとクラウド・ストライフを起用した。